# Aydin Ibrahimov
Pour les articles homonymes, voir Ibrahimov.
Aydin Ali oglu Ibrahimov (azéri : Aydın Əli oğlu Ibrahimov) est un lutteur soviétique né le 17 septembre 1938 à Kirovabadet mort le 2 septembre 2021 à Bakou. Il est spécialisé en lutte libre.

## Palmarès

### Jeux olympiques
- Médaille de bronze dans la catégorie des moins de 57 kg en 1964 à Tokyo

### Championnats du monde
- Médaille d'or dans la catégorie des moins de 57 kg en 1963 à Helsingborg

### Championnats d'Europe
- Médaille d'or dans la catégorie des moins de 57 kg en 1966 à Karlsruhe